# Хейни, Девин
Девин Майлз Хейни (англ. Devin Miles Haney; род. 17 ноября 1998, Сан-Франциско, Калифорния, США) — американский боксёр-профессионал, выступающий во второй полулёгкой, в лёгкой и в первой полусредней, полусредней весовых категориях. Среди профессионалов бывший чемпион мира по версии WBC (2023—2024) в 1-м полусреднем весе. Бывший абсолютный чемпион мира по версиям WBC (2020—2023), WBA Super (2022—2023), IBF (2022—2023), WBO (2022—2023), а также по версии авторитетного журнала The Ring (2022—2023) в лёгком весе.
Лучшая позиция по рейтингу BoxRec — 1-я (март 2024) и является 2-м среди американских боксёров полусредней категории, а по рейтингам основных международных боксёрских организаций занимает: 2-е место рейтинга WBO — входя в ТОП-3 лучших боксёров полусреднего веса.

## Любительская карьера
В любительском боксе Девин Хейни провёл 138 официальных боёв, и в них он одержал 130 побед и потерпел 8 поражений. Он дважды выигрывал молодёжный чемпионат США. На официальных соревнованиях он шесть раз встречался с восходящей звездой — топ-проспектом лёгкого веса Райаном Гарсией, и счёт их противостояний 3:3 — ничейный, три победы и три поражения. Поэтому бой Девина Хейни с Райаном Гарсией на профессиональном ринге, рано или поздно, в любом случае должен состояться и оба боксёра этого желают.
Хейни принимал участие в международных турнирах в Италии, России и Чехии, и был одним из главных претендентов на участие в Олимпийских играх 2016 года, готовясь к отбору на Олимпиаду в тренировочном центре сборной США. Но потом, Олимпийский комитет США внёс изменения в правила — выступать на играх могут только те спортсмены, которым исполнилось 19 лет. И Хэйни не попал на Олимпиаду в Рио-де-Жанейро, а ждать следующей Олимпиады он не хотел и сразу же принял решение перейти в профессионалы.

## Профессиональная карьера
11 декабря 2015 года, в возрасте 17 лет, в Мексике, он дебютировал на профессиональном ринге одержав победу техническим нокаутом в 1-м раунде над мексиканцем Гонсало Лопесом. И первые четыре боя он провёл в Мексике.
А в 5-м своём профессиональном бою, 9 апреля 2016 года он уже боксировал на арене MGM Grand в Лас-Вегасе, в андеркарде 3-го боя Мэнни Пакьяо—Тимоти Брэдли, и победил единогласным решением судей (счёт: 40-36 трижды) пуэрториканца Рафаэля Васкеса.
Ещё в любителях он спарринговал с бывшим чемпионом мира Шоном Портером, а затем спарринговал ещё со многими чемпионами мира, например с такими как Хорхе Линарес. В 2017 году, в преддверии боя Флойд Мейвезер — Конор Макгрегор, знаменитый Флойд провёл спарринг с молодым Хэйни. Кроме того Дэвин Хэйни временами спрашивает совета у Флойда и иногда тренируется в его Академии Бокса под руководством самого Мейвезера.
В 2018 году отец и сын Хэйни создали свою промоутерскую компанию Devin Haney Promotions и заключили контракт с телеканалом Showtime, после чего Девин Хейни провёл несколько боёв в рамках шоу проспектов  «ShoBox: The New Generation». В 2019 году Хэйни заключили контракт с промоутером Эдди Хирном и стал выступать на стриминговой платформе DAZN.
25 мая 2019 года в Оксон-Хилле победил нокаутом в 7-м раунде опытного мексиканского гейткипера Антонио Морана и завоевал вакантный титул чемпиона по версии WBA International, и защитил титулы чемпиона по версиям WBC International (1-я защита Хейни) и WBO Inter-Continental (1-я защита Хейни) в лёгком весе.

### Чемпионский бой с Зауром Абдуллаевым
13 сентября 2019 года в Нью-Йорке досрочно победил небитого россиянина Заура Абдуллаева, путём отказа соперника от продолжения боя после 4-го раунда, и завоевал титул временного чемпиона мира по версии WBC в лёгком весе. А уже 23 октября 2019 года регулярный чемпион мира по версии WBC в лёгком весе Василий Ломаченко был переведён боксёрским советом в привилегированные чемпионы и титул регулярного чемпиона мира по версии WBC без боя был передан Девину Хейни.

### Чемпионский бой с Альфредо Сантьяго
9 ноября 2019 года в Лос-Анджелесе победил единогласным решением судей (счёт: 120—107 трижды) небитого доминиканца Альфредо Сантьяго (12-0) и защитил титул регулярного чемпиона мира по версии WBC в лёгком весе.

### Чемпионский бой с Юриоркисом Гамбоа
7 ноября 2020 года единогласным решением судей (счёт: 118—109, 120—107 — дважды) победил опытного кубинца Юриоркиса Гамбоа (30-3) и защитил титул чемпиона мира по версии WBC в лёгком весе.

### Чемпионский бой с Хорхе Линаресом
29 мая 2021 года единогласным решением судей (счёт: 115—113, 116—112 — дважды) победил экс-чемпиона мира венесуэльца Хорхе Линареса (47-5) и защитил титул чемпиона мира по версии WBC в лёгком весе.

### Бой с Джозефом Диасом
4 декабря 2021 года в Лас-Вегасе (США) в главном событии вечера в статусе полноценного чемпиона WBC в лёгком весе встретился с временным чемпионом WBC Джозефом Диасом. Хейни начал уверенно. За счёт контроля центра ринга и активного джеба он взял первые три раунда. Диас смог навязать силовой бокс на средней и вырвал 4-ый раунд. Следующие два раунда снова остались за чемпионом. Хейни хорошо работает на дальней, но когда претендент рвет дистанцию бой становится конкурентным. Вторая половина боя осталась за манёвренным Хейни, который даже ввызявался в удобный Диасу силовой бокс. После экватора Диасу можно отдать 7-ой и 9-ый раунды, но победа чемпиона в целом не поддается сомнению. Статистика ударов: точные удары 164-140 в пользу Хейни, силовые — 154-113. В туловище он нанёс 71 из 164 точных ударов. Джебы остались за Диасом 10-27. Счёт боя в пользу чемпиона: 116—112, 117—111 (дважды).

### Объединительный бой с Джорджем Камбососом
5 июня 2022 года в Мельбурне (Австралия) в главном поединке вечера победил действующего абсолютного чемпиона лёгкого веса (до 61,2 кг) Джорджа Камбососа-младшего (20-1, 10 KO). Бойцы начали бой в спокойном темпе и не собирались с первых минут обострять ситуацию. Камбосос работал на контратаках и пытался поймать претендента. Хэйни в свою очередь хорошо работал на дистанции от джеба и был отлично готов на ногах. Начало и середина боя остались за претендентом который выглядел явно лучше и был точнее. Время от времени Камбосос грязнил - бил после гонга и толкался. По итогу двенадцати раундов все судьи отдали бой претенденту: 116—112, 116—112 и 118—110. Система Compubox позже обнародовала статистику нанесённых/точных ударов: Хэйни больше попал (147 на 100) и донес больше джебов (78-32), а по силовым ударам был практически паритет (69-68). После боя Камбосос сразу активировал пункт о реванше.

### Реванш с Джорджем Камбососом
16 октября 2022 года боксеры вышли на реванш в Мельбурне. Бой проходил в ещё более доминирующем стиле от Хейни чем первый поединок. В копилку Камбососа можно отдать лишь первый раунд и пару локальных эпизодов в конце боя, которые абсолютно не меняли общей картины. В 7-раунде Камбосос получил сечку в районе левого глаза. Итогом боя стали разгромные: 119—109, 118—110 дважды.
30 октября 2022 года Хейни появился на бое Василия Ломаченко и Джемейна Ортиса где в ходе импровизированного общения они подтвердили желание подраться друг с другом.

### Бой с Василием Ломаченко
Супербой за все пояса в легком весе прошел 21 мая 2023 года в Лас-Вегасе на арене MGM Grand Garden Arena и был организован промоутерской компании Top Rank. На ставке находились все четыре главных пояса и пояс журнала Tne Ring. Более молодой и габаритный чемпион Хейни сразу же решил показать кто тут чемпион и фаворит начав агрессивно и уверенно выбрасывая большое количество ударов. Но уже к третьему раунду Ломаченко ни в чем не уступал чемпиону. Оба боксера показывали высокое мастерство, поединок получался равным, а многие раунды сложными для судейства. Концовка минимально осталась за Ломаченко, но по итогам 12 раундов все судьи неожиданное решение — 116—112, 115—113, 115—113 в пользу чемпиона. На карточках независимого судьи Top Rank Макса Келлермана вышло 115—113 в пользу Ломаченко. Публика была недовольна счетом. Решение судей было спорным и подвергалось обсуждению. Статистика боя от Compubox подтвердила неоднозначность судейского подсчета: Ломаченко нанёс больше ударов (564-405) и больше раз попал в цель (124-110). У него также небольшое превосходство в точных джебах (29-20) и силовых (95-90). После боя заинтересованность в бое с Ломаченко высказали бойцы легкого веса Шакур Стивенсон и Джордж Камбосос.

### Переход в суперлегкий вес
В июле WBC поставили ультиматум Хэйни обязав встретиться с обязательным претендентом Стивенсоном или оставить пояс. Хейни оставил пояс перейдя в суперлегкий вес для встречи с чемпионом WBC в 63 кг Реджисом Прогрейсом. В конце ноября 2022 года официально уведомил остальные боксерские федерации об отказе от всех поясов в лёгком весе и продолжении карьеры в суперлёгком весе.

### Бой с Реджисом Прогрейсом
9 декабря 2023 года в Сан-Франциско (Калифорния) в главном поединке вечера уверенно победил американца Реджиса Прогрейса. Начало боя сразу показало преимущество Хейни в работе ног. Он с легкостью уходил от атак чемпиона который даже не делал попыток обрезать углы. В 3-м раунде Прогрейс оказался в нокдауне от удара справа. Остальные раунды прошли в скучном и однообразном стиле в котором был лучше претендент. В чемпионских раундах Реджис было взялся за дело, попытался оказывать прессинг, но его сил уже не хватило, а претендент с легкостью отбегал. Счёт оказался разгромным: 120—107 трижды в пользу Хейни.

### Бой с Райаном Гарсией
20 апреля 2024 года в Нью-Йорке состоялся бой против американца Райана Гарсия. Райан отправлял Хейни в нокдауны в 7-м, 10-м и 11-м раундах. Гарсия одержал победу решением большинства судей – 112—112, 114—110 и 115—109. Для Хэйни это первое поражение в профессиональной карьере. Райан не стал чемпионом из-за того что не уложился в вес накануне боя и не смог претендовать на титул. Пояс WBC остался у Хейни. Два взятых перед боем допинг-теста выявили наличие запрещенного препарата остарин в организме Райана, при этом Райан отрицает факт мошенничества. Промоутер Эдди Хирн заявил, что Девин Хейни хочет, чтобы результат боя с Райаном Гарсией был признан несостоявшимся.
В июне завершилось разбирательство Спортивной комиссия штата Нью-Йорк которая отменила результат боя, он был изменен на NC (No Contest). Гарсия дисквалифицирован на год и оштрафован на 10 тыс. долларов. Согласно решению Комиссии в течение дисквалификации Гарсия будет тестироваться на допинг и его результаты должны быть отрицательными. Пояс WBC остается у Хейни ввиду проваленного взвешивания Гарсией перед поединком.

### Отмененный бой с Сандором Мартином
Всемирный боксерский совет (WBC) санкционировал бой с Сандором Мартином. 18 июня состоялись промоутерские торги в процедуре принимала участие только компания Боба Арума Top Rank, ставка которой в размере $2 420 000 оказалась единственной. Мартин является обязательным претендентом на пояс Хэйни. 25 июня стало известно, что Хейни отказался проводить обязательную защиту пояса и решил сделать продолжительный перерыв в выступлениях. Переведен WBC в статус "чемпион в отпуске", который позволит ему при желании сразиться с действующим чемпионом сразу после возобновления карьеры. Сандор Мартин проведет бой за полноценный титул с Альберто Пуэльо (23-0, 10 КО) который был повышен до полноценного чемпиона из временного.

### Бой с Хосе Рамиреса
2 мая 2025 года на площади Times Square в Нью Йорке (США) прошел супервечер Fatal Fury: City of the Wolves организованный Турки Аль аш-Шейхом в котором состоялся бой между вернувшимся Хейни и экс-объединённым чемпионом в суперлёгком весе Хосе Рамиресом (29-3, 18 КО). Бой провели в промежуточном весе (до 65,3 кг). Бойцы показали скучный, несмотрибельный бой без обострений. В первых раундах Хейни вовсе избегал открытого столкновения, уходил от безхитростного прессингующего Рамиреса. Следующие раунды Хейни лишь наращивал преимущество за счёт редких одиночных попаданий. Рамирес пытался резать углы, но всё равно не успевал. Счёт судей: 118—110 и 119-109 дважды в пользу Хейни. Compubox посчитал удары боксеров за 36 минут времени: Хейни  почти в два раза перебил Хосе в точных попаданиях (70-40), он так же имел преимущество в джебах (25-23), в силовых (45-17). 

### Переход в полусредний вес
Летом 2025 года перешёл в третью весовую категорию, договорившись о поединке с небитым чемпионом WBO в полусреднем весе Брайаном Норманом (28-0, 22 КО). Бой будет организован Турки Аль аш-Шейхом и пройдет 22 ноября на ANB Arena в Эр-Рияде (Саудовская Аравия). 

## Статистика профессиональных боёв
В таблице перечислены результаты всех поединков боксёров.
В каждой строке указан результат поединка. Дополнительно номер поединка обозначен цветом, который обозначает итог поединка. Расшифровка обозначений и цветов представлена в нижеследующей таблице.
| Пример | Расшифровка                     |
| ------ | ------------------------------- |
|        | Победа                          |
|        | Ничья                           |
|        | Поражение                       |
|        | Планируемый поединок            |
|        | Поединок признан несостоявшимся |
| КО     | Нокаут                          |
| ТКО    | Технический нокаут              |
| PTS    | Решение судей (по очкам)        |
| UD     | Единогласное решение судей      |
| MD     | Решение большинства судей       |
| SD     | Раздельное решение судей        |
| RTD    | Отказ от продолжения боя        |
| DQ     | Дисквалификация                 |
| NC     | Поединок признан несостоявшимся |

| 33 поединок, 32 победа (15 нокаутом), 0 поражений, 1 несостоявшийся. | 33 поединок, 32 победа (15 нокаутом), 0 поражений, 1 несостоявшийся. | 33 поединок, 32 победа (15 нокаутом), 0 поражений, 1 несостоявшийся. | 33 поединок, 32 победа (15 нокаутом), 0 поражений, 1 несостоявшийся. | 33 поединок, 32 победа (15 нокаутом), 0 поражений, 1 несостоявшийся. | 33 поединок, 32 победа (15 нокаутом), 0 поражений, 1 несостоявшийся. | 33 поединок, 32 победа (15 нокаутом), 0 поражений, 1 несостоявшийся. |
| Бой                                                                  | Рекорд                                                               | Дата боя                                                             | Соперник                                                             | Место проведения боя                                                 | Результат                                                            | Дополнительно |
| -------------------------------------------------------------------- | -------------------------------------------------------------------- | -------------------------------------------------------------------- | -------------------------------------------------------------------- | -------------------------------------------------------------------- | -------------------------------------------------------------------- | --- |
| 33                                                                   | 32-0(1)                                                              | 2 мая 2025                                                           | Хосе Рамирес (29-2)                                                  | Таймс-сквер, Нью-Йорк, США                                           | UD 12                                                                | Бой в промежуточном весе (65.3). Счёт судей: 119-109, 119-109, 118-110. |
| 32                                                                   | 31-0(1)                                                              | 20 апреля 2024                                                       | Райан Гарсия (24-1)                                                  | Барклайс-центр, Бруклин, Нью-Йорк, США                               | NC 12                                                                | Гарсия не уложился в лимит 1-го полусреднего веса и не претендовал на титул. Хейни в нокдауне в 7-м, 10-м и 11-м раундах. Первоначально – победа Гарсии со счётом 112-112, 114-110 и 115-109. Позже результат боя был отменен из-за провала Гарсией допинг-теста. |
| 31                                                                   | 31-0                                                                 | 9 декабря 2023                                                       | Реджис Прогрейс (29-1)                                               | Чейз-центр, Сан-Франциско, Калифорния, США                           | UD 12                                                                | Бой за титул чемпиона мира WBC (2-я защита Прогрейса) в 1-м полусреднем весе. Счёт судей: 120-107 (трижды). |
| 30                                                                   | 30-0                                                                 | 20 мая 2023                                                          | Василий Ломаченко (17-2)                                             | MGM Grand Garden Arena, Лас-Вегас, Невада, США                       | UD 12                                                                | Защитил титулы абсолютного чемпиона мира по версиям WBA Super (2-я защита Хейни), WBO (2-я защита Хейни), IBF (2-я защита Хейни), WBC (6-я защита Хейни) и The Ring (2-я защита Хейни) в лёгком весе. Счёт судей: 116-112, 115-113 (дваджы).                      |
| 29                                                                   | 29-0                                                                 | 16 октября 2022                                                      | Джордж Камбосос (2) (20-1)                                           | Rod Laver Arena, Мельбурн, Виктория, Австралия                       | UD 12                                                                | Защитил титул абсолютного чемпиона мира по версиям WBA Super (1-я защита Хейни), WBO (1-я защита Хейни), IBF (1-я защита Хейни), WBC (5-я защита Хейни) и The Ring (1-я защита Хейни) в лёгком весе. Счёт судей: 119-109, 118-110 (дважды).                       |
| 28                                                                   | 28-0                                                                 | 5 июня 2022                                                          | Джордж Камбосос (20-0)                                               | Стадион Marvel, Мельбурн, Виктория, Австралия                        | UD 12                                                                | Бой за титул абсолютного чемпиона мира, включая версии WBA Super (1-я защита Камбососа), WBO (1-я защита Камбососа), IBF (1-я защита Камбососа), WBC (4-я защита Хейни) и The Ring (1-я защита Комбососа) в лёгком весе. Счёт судей: 118–110, 116–112 (дважды).   |
| 27                                                                   | 27-0                                                                 | 4 декабря 2021                                                       | Джозеф Диас (32-1-1)                                                 | MGM Grand Garden Arena, Лас-Вегас, Невада, США                       | UD 12                                                                | Защитил титул чемпиона мира по версии WBC (3-я защита Хейни) в лёгком весе. Счёт судей: 116-112, 117-111 (дважды). |
| 26                                                                   | 26-0                                                                 | 29 мая 2021                                                          | Хорхе Линарес (47-5)                                                 | Michelob Ultra Arena, Лас-Вегас, Невада, США                         | UD 12                                                                | Защитил титул чемпиона мира по версии WBC (2-я защита Хейни) в лёгком весе. Счёт судей: 115-113, 116-112 (дважды). |
| 25                                                                   | 25-0                                                                 | 7 ноября 2020                                                        | Юриоркис Гамбоа (30-3)                                               | Seminole Hard Rock Hotel & Casino, Холливуд, Флорида, США            | UD 12                                                                | Защитил титул чемпиона мира по версии WBC (1-я защита Хейни) в лёгком весе. Счёт судей: 118-109, 120-107 (дважды). |
| 24                                                                   | 24-0                                                                 | 9 ноября 2019                                                        | Альфредо Сантьяго (12-0)                                             | Стейплс-центр, Лос-Анджелес, Калифорния, США                         | UD 12                                                                | Защитил титул регулярного чемпиона мира по версии WBC (1-я защита Хейни) в лёгком весе. Счёт судей: 120-107, 120-107, 120-107. |
| 23                                                                   | 23-0                                                                 | 13 сентября 2019                                                     | Заур Абдуллаев (11-0)                                                | Мэдисон-сквер-гарден, Манхэттен, Нью-Йорк, США                       | RTD 4 (12), 3:00                                                     | Завоевал титул временного чемпиона мира по версии WBC в лёгком весе. |
| 22                                                                   | 22-0                                                                 | 25 мая 2019                                                          | Антонио Моран (24-3)                                                 | MGM National Harbor, Оксон-Хилл, Мэриленд, США                       | KO 7 (12), 2:32                                                      | Завоевал вакантный титул чемпиона по версии WBA International, защитил титулы чемпиона по версиям WBC International (1-я защита Хейни) и WBO Inter-Continental (1-я защита Хейни) в лёгком весе.                                                                  |
| 21                                                                   | 21-0                                                                 | 11 января 2019                                                       | Ксолисани Эндонгени (25-0)                                           | StageWorks, Шривпорт, Луизиана, США                                  | UD 10                                                                | Завоевал вакантные титулы чемпиона по версиям WBC International и WBO Inter-Continental в лёгком весе. Счёт судей: 100-89, 99-90, 100-89. |
| 20                                                                   | 20-0                                                                 | 28 сентября 2018                                                     | Хуан Карлос Бургос (33-2-2)                                          | Pechanga Resort & Casino, Темекьюла, Калифорния, США                 | UD 10                                                                | Завоевал вакантные титул чемпиона Северной Америки по версии IBF North American в лёгком весе. Счёт судей: 100-90, 97-93, 100-90. |
| 19                                                                   | 19-0                                                                 | 11 мая 2018                                                          | Мейсон Менард (33-2)                                                 | 2300 Arena, Филадельфия, Пенсильвания, США                           | RTD 9 (10), 3:00                                                     | Завоевал вакантные титул чемпиона США по версии USBA в лёгком весе. |
| 18                                                                   | 18-0                                                                 | 4 ноября 2017                                                        | Хамза Семпево (14-8)                                                 | Buckhead Fight Club, Атланта, Джорджия, США                          | TKO 5 (6), 1:39                                                      | |
| 17                                                                   | 17-0                                                                 | 22 августа 2017                                                      | Энрике Тиноко (16-4-3)                                               | Rivers Casino Philadelphia, Филадельфия, Пенсильвания, США           | UD 8                                                                 | Счёт судей: 80-71, 80-72 (дважды). |
| 16                                                                   | 16-0                                                                 | 24 июня 2017                                                         | Мигель Анхель Перес Айспуро (8-5-2)                                  | Agua Caliente Casino, Ранчо-Мираж, Калифорния, США                   | KO 5 (8), 1:51                                                       | |
| 15                                                                   | 15-0                                                                 | 15 апреля 2017                                                       | Гектор Гарсиа Монтес (10-4-2)                                        | Salon Sindicato Alba Roja, Тихуана, Мексика                          | UD 8                                                                 | Счёт судей: 78-74, 79-73, 77-75. |
| 14                                                                   | 14-0                                                                 | 4 марта 2017                                                         | Максимино Тоала (11-4-1)                                             | Salon Sindicato Alba Roja, Тихуана, Мексика                          | TKO 4 (10), 1:34                                                     | Выиграл вакантный титул WBC Youth в легком весе. |
| 13                                                                   | 13-0                                                                 | 28 января 2017                                                       | Дэниел Армандо Валенсуэла (36-28-2)                                  | AS Boxing Arena, Тихуана, Мексика                                    | KO 2 (8), 0:56                                                       | |
| 12                                                                   | 12-0                                                                 | 12 января 2017                                                       | Одилон Ривера Меза (5-19-4)                                          | Escape Bar, Тихуана, Мексика                                         | TKO 1 (8), 1:49                                                      | |
| 11                                                                   | 11-0                                                                 | 21 октября 2016                                                      | Карлос Антонио Авила (6-7-1)                                         | Grand Hotel, Тихуана, Мексика                                        | TKO 5 (6), 1:45                                                      | |
| 10                                                                   | 10-0                                                                 | 15 сентября 2016                                                     | Майк Фаулер (5-2)                                                    | 2300 Arena, Филадельфия, Пенсильвания, США                           | TKO 5 (6), 1:19                                                      | |
| 9                                                                    | 9-0                                                                  | 27 августа 2016                                                      | Карлос Кастильо (4-3)                                                | Meadows Racetrack & Casino, Вашингтон, США                           | UD 6                                                                 | Счёт судей: 60-54 (трижды). |
| 8                                                                    | 8-0                                                                  | 12 августа 2016                                                      | Хавьер Мераз (6-5-1)                                                 | Grand Hotel, Тихуана, Мексика                                        | TKO 2 (6), 1:45                                                      | |
| 7                                                                    | 7-0                                                                  | 25 июня 2016                                                         | Хайро Варгас (4-0)                                                   | Belle of Baton Rouge Casino, Батон-Руж, Луизиана, США                | UD 6                                                                 | Счёт судей: 60-54 (трижды). |
| 6                                                                    | 6-0                                                                  | 21 мая 2016                                                          | Клэй Бернс (4-1-2)                                                   | Downtown Las Vegas Event Center, Лас-Вегас, Невада, США              | TKO 4 (6), 1:34                                                      | |
| 5                                                                    | 5-0                                                                  | 25 июня 2016                                                         | Рафаэль Васкес (2-4)                                                 | MGM Grand Garden Arena, Лас-Вегас, Невада, США                       | UD 4                                                                 | |
| 4                                                                    | 4-0                                                                  | 19 марта 2016                                                        | Роман Мелендес Эрнандес (6-9)                                        | Billar El Perro Salado, Тихуана, Мексика                             | TKO 1 (6), 2:26                                                      | |
| 3                                                                    | 3-0                                                                  | 20 февраля 2016                                                      | Хорхе Силлас Амор (5-23)                                             | Billar El Perro Salado, Тихуана, Мексика                             | UD 6                                                                 | Счёт судей: 59-55, 60-54 90 дважды. |
| 2                                                                    | 2-0                                                                  | 18 декабря 2015                                                      | Хосе Инигес (7-21)                                                   | Billar El Perro Salado, Тихуана, Мексика                             | TKO 1 (4), 1:36                                                      | |
| 1                                                                    | 1-0                                                                  | 11 декабря 2015                                                      | Гонсало Лопес Родригес (1-1)                                         | Billar El Perro Salado, Тихуана, Мексика                             | TKO 1 (4), 0:33                                                      | Профессиональный дебют. |
| Бой                                                                  | Рекорд                                                               | Дата боя                                                             | Соперник                                                             | Место проведения боя                                                 | Результат                                                            | Дополнительно |

## Разногласия с законом
В июле 2023 года Дэвина Хейни арестовали в Лос-Анджелесе за незаконное скрытое хранение огнестрельного оружия в автомобиле. Прокуратура Лос-Анджелеса отказалась возбуждать уголовное дело против абсолютного чемпиона мира по боксу в легком весе.